# Ouvrage de Laudrefang
L'ouvrage de Laudrefang est un ouvrage fortifié de la ligne Maginot, situé sur la commune de Laudrefang, dans le département de la Moselle.
C'est un petit ouvrage mixte d'artillerie et d'infanterie, comptant cinq blocs. Construit à partir de 1931, il a été abimé par les combats de juin 1940, avant d'être partiellement réparé au début de la guerre froide.

## Position sur la ligne
Faisant partie du sous-secteur de Steinbesch dans le secteur fortifié de Faulquemont, l'ouvrage de Laudrefang, portant l'indicatif A 37, est intégré à la « ligne principale de résistance » entre les casemates CORF d'intervalle des Quatre-Vents Sud (C 75) à l'ouest et du Bois-de-Laudrefang Nord (C 76) au sud, hors de portée des canons d'autres ouvrages d'artillerie.
L'ouvrage est installé sur la cote 393.

## Description

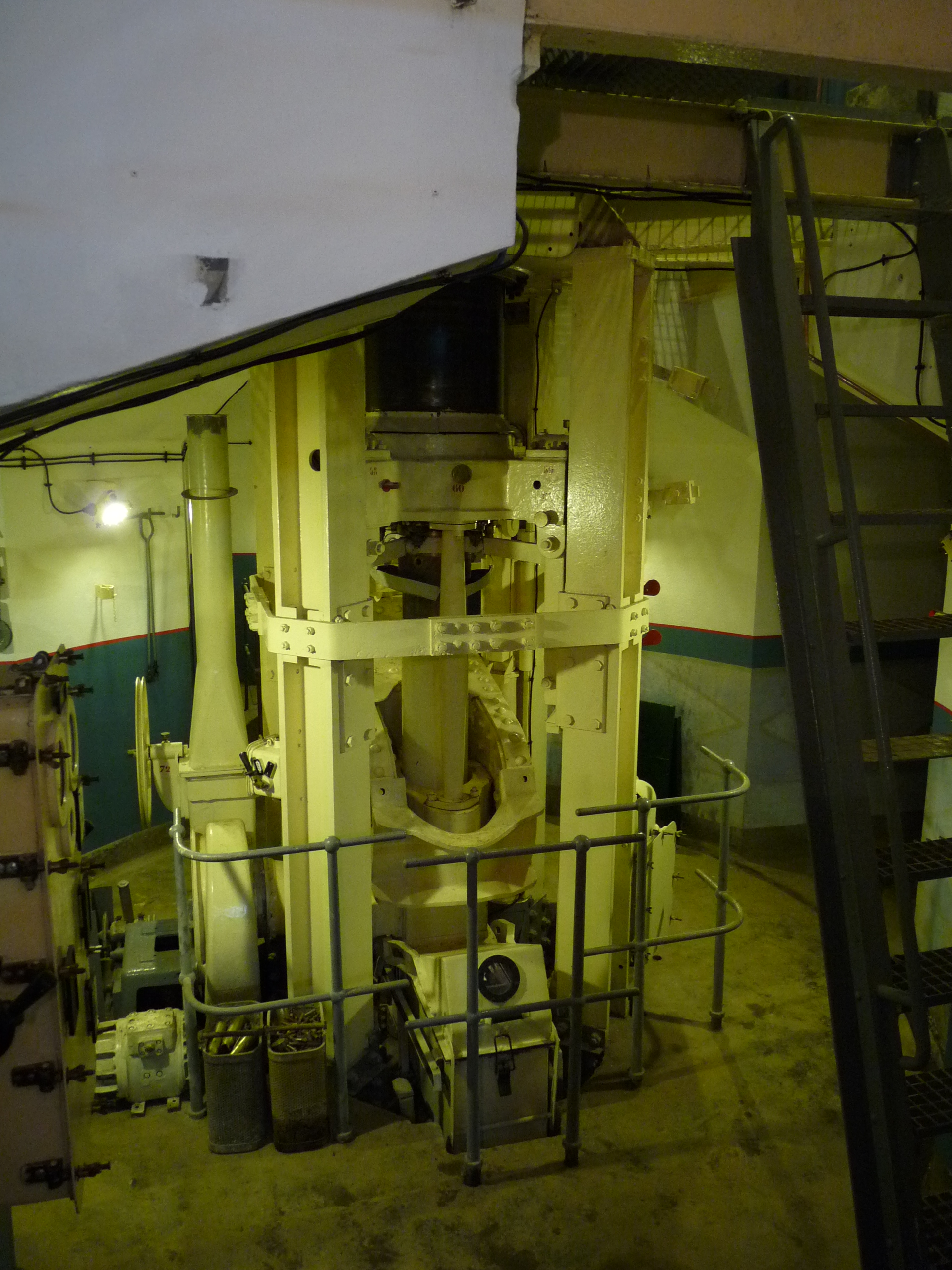
Étage inférieur de la tourelle de mitrailleuses du bloc 3.

L'ouvrage est composé en surface de cinq blocs de combat, dont le plus au sud (bloc 3) n'est pas relié, laissant plus au nord un groupe de quatre blocs dont l'un sert aussi de bloc d'entrée, avec en souterrain des magasins à munitions (M 2), une usine électrique, une caserne, une cuisine, des latrines, un poste de secours, des PC, des stocks d'eau, de gazole et de nourriture, des installations de ventilation et de filtrage de l'air, le tout relié par une galerie profondément enterrée. L'énergie est fournie par deux groupes électrogènes, composés chacun d'un moteur Diesel SGCM GVU 33 (fournissant 68 chevaux à 750 tr/min) couplé à un alternateur, complétés par un petit groupe auxiliaire (un moteur CLM 1 PJ 65, de 8 ch à 1 000 tr/min) servant à l'éclairage d'urgence de l'usine et au démarrage pneumatique des gros diesels. Le refroidissement des moteurs se fait par circulation d'eau.
Le Laudrefang était prévu pour être un gros ouvrage d'artillerie avec quatorze blocs (avec en plus deux entrées séparées, deux tourelles de 75 mm, une tourelle de 135 mm et quatre coffres de fossé). Le projet fut repoussé faute de crédits.
Le bloc 1 est une casemate mixte d'artillerie et d'infanterie flanquant vers le nord-ouest, avec en sous-sol deux créneaux pour mortier de 81 mm, puis au-dessus un créneau mixte pour JM/AC 47 (jumelage de mitrailleuses et canon antichar de 47 mm) et un autre créneau pour JM, enfin sur les dessus sont installées deux cloches GFM (guetteur fusil mitrailleur, modèle A modifié B).
Le bloc 2 est un bloc d'infanterie avec une tourelle de mitrailleuses et une cloche GFM.
Le bloc 3 est une casemate mixte d'artillerie et d'infanterie flanquant vers le sud-est, avec en sous-sol deux créneaux pour mortiers de 81 mm, puis au-dessus un créneau mixte pour JM/AC 47 et un autre créneau pour JM, enfin sur les dessus sont installées une tourelle de mitrailleuses et deux cloches GFM (dont une sert d'observatoire avec un périscope).
Le bloc 4 est une casemate cuirassée d'infanterie, armée avec deux cloches GFM et une cloche LG (lance-grenades).
Le bloc 5 est un observatoire, équipé avec une cloche VDP (vue directe et périscopique) et une cloche GFM.

## Histoire
L'ouvrage est pilonné par l'artillerie allemande du 21 au 24 juin 1940 (il a reçu de 3 000 à 3 500 obus), avec des tirs à partir des arrières ciblant les cuirassements. L'ouvrage réplique avec son armement, couvrant avec ses mortiers les ouvrages voisins de l'Einseling et de Téting : il a tiré 500 000 cartouches de 7,5 mm (avec ses mitrailleuses, sur un stock de 1 700 000), 5 000 de 81 mm (sur 12 000) et 600 coups de 25 mm (sur 1 200).
Abandonné par l'Armée depuis les années 1970, les galeries sont partiellement inondées, l'usine est pleine de boue, le reste est vandalisé. L'association ASPOLT a repris l'entretien de l'ouvrage, notamment le bloc 3 (intérieur et extérieur).